# Ritratto di Johann Kleberger
Il Ritratto di Johann Kleberger (Bildnis Johann Kleeberger) è un dipinto a olio su tavola di tiglio (37x37 cm) di Albrecht Dürer, siglato e datato 1526, e conservato nel Kunsthistorisches Museum di Vienna. 

## Storia
L'opera venne eseguita a Norimberga, lo stesso anno che il pittore ritrasse anche Hieronymus Holzschuher e Jakob Muffel. Johann Kleberger era un ricco mercante e finanziere che aveva sposato la figlia vedova dell'amico fraterno di Dürer, Willibald Pirckheimer, per poi lasciarla pochi giorni dopo le nozze e trasferirsi in Francia. Stabilitosi a Lione si dedicò a opere di bene che ne perpetrarono la memoria. 
Alla morte del protagonista il ritratto passò al figliastro Willibal Imhof, che poi lo cedette all'imperatore Rodolfo II.

## Descrizione e stile
L'opera è il più originale dei ritratti di Dürer e sicuramente uno dei più innovativi dell'epoca. Attingendo alle soluzioni della medaglistica antica, forse ispirandosi alle incisioni sulle medaglie romane di Hans Burgkmair, l'artista ritrasse il busto dell'uomo entro un medaglione che si apre nel muro, su cui corre un'iscrizione proprio come in una vera e propria moneta: E. IOANI KLEBERGERS NORICI AN AETA SVAE XXXX. 
Il busto però è trattato con estremo realismo e tagliato sotto il collo, come se si trattasse di un modello scultoreo di cera estremamente realistico, appoggiato nella rientranza tanto da proiettare anche l'ombra sulla parete: un vero e proprio antesignano del surrealismo. Molto originale è anche l'aspetto dell'uomo, con le lunghe basette di gusto "ottocentesco", che fanno assomigliare l'insieme a un ritratto più neoclassico che rinascimentale. 
Johann Kleberger guarda verso sinistra, di tre quarti. Gli occhi sono grandi e concentrati, il naso dritto e robusto, la bocca stretta, il mento pronunciato. La fronte è alta per effetto di una leggera canizie, che ben descrive l'età dell'uomo a quarant'anni. La coloritura è estremamente naturalistica, come una persona che si affacci a una finestrella.
Ai quattro angoli della rappresentazione si trovano motivi araldici e il monogramma dell'artista con la data 1526.